# Kate Linn
Kate Linn (bürgerlich: Cătălina Ioana Oțeleanu, * 27. März 1997) ist eine rumänische Popsängerin, Songwriterin und Schauspielerin.

## Leben und Karriere
Kate Linn wurde in Rumänien geboren und begann ihre musikalische Laufbahn bereits im Teenageralter. 2015 feierte sie ihr internationales Debüt mit dem Song Zaynah (feat. Chris Thrace), der in Rumänien, Bulgarien und der Türkei in den Charts landete. 2017 wurde sie in der Türkei mit Goldenen Palmen für Zaynah und ein Jahr später als Beste ausländische Künstlerin prämiert. 2017 erreichte sie mit Your Love erstmals ein breites Publikum in Europa und Asien. Mit den Singles Thunderlike (2018), Ya La (2021, mit SICKOTOY) und Chiki Chiki (2022) etablierte sich Kate Linn im Bereich des modernen Balkan-Pop. Im Juni 2025 gelang ihr mit dem Song Dame Un Grrr ein viraler Erfolg auf TikTok; der Track wurde in Millionen von Videos verwendet. Das Lied entstand in Zusammenarbeit mit dem Produzenten Fantomel und wurde unter Universal Music Romania veröffentlicht. Sie arbeitet regelmäßig mit anderen Künstlern wie Chris Thrace, Anthony Keyrouz und SICKOTOY zusammen. Kate Linns Musikstil verbindet eingängige Pop-Elemente mit Einflüssen aus Balkan-Pop, Latin und elektronischer Musik.
Ihre Single Dame Un Grrr mit Fantomel erreichte Platz 50 der französischen Charts.

## Diskografie (Auswahl)
- 2015: Zaynah feat. Chris Thrace
- 2017: Your Love
- 2018: Thunderlike
- 2021: Ya La (mit SICKOTOY)
- 2022: Chiki Chiki
- 2023: Your Love (Slowed & Reverbed)
- 2023: Thunderlike (Slowed & Reverbed)
- 2025: Dame Un Grrr (mit Fantomel)
- 2025: Dame Un Grrr (mit Fantomel feat. Jason Derulo)